# Astragalus oxyglottis
Astragalus oxyglottis är en ärtväxtart som beskrevs av Friedrich August Marschall von Bieberstein. Astragalus oxyglottis ingår i släktet vedlar, och familjen ärtväxter. Inga underarter finns listade i Catalogue of Life.